# المدرسة الحلبية للأيقونة
المدرسة الحلبية للأيقونة تأسست مدرسة الأيقونات الحلبية ونالت شهرة كبيرة خلال الفترة الممتدة بين النصف الثاني من القرن السابع عشر الميلادي والنصف الأول من القرن الثامن عشر الميلادي، وذلك من خلال إنتاجها الفني الغزير بدءاً من إبداعات الأب الخوري «يوسف المصوّر» الذي ولد في مدينة حلب حوالي منتصف القرن السابع عشر الميلادي، ومن بعده ولده القس «نعمة الله المصوّر» وحفيده الشماس «حنانيا المصوّر» وابن حفيده الشماس «جرجس المصوّر»، من حسن الحظ أنّ رسامي الأيقونات الحلبية عمدوا إلى التوقيع على أيقوناتهم وتدوين تاريخ رسمها وذلك على خلاف الأيقونات البيزنطية التقليدية وبالتالي حموها من الضياع.
لعل أهم ما تميزت بها الأيقونات الحلبية هي أنّ الرسامين الحلبيين الذين أبدعت أناملهم في كتابة تلك الأيقونات أضافوا إليها صبغة محلّية ونفساً سورياً بحيث يتم التعرّف عليها بمجرد رؤيتها من قبل الباحثين والفنانين المختصين ويتمثل هذا النفس المحلي في وجود سيف دمشقي معقوف في بعضها وكذلك الوجه الشاحب والخلفية الذهبية وثياب البروكار -وهو نوع من الحرير الدمشقي الأصيل- في بعضها الآخر.

## الأب يوسف المصور وعائلته

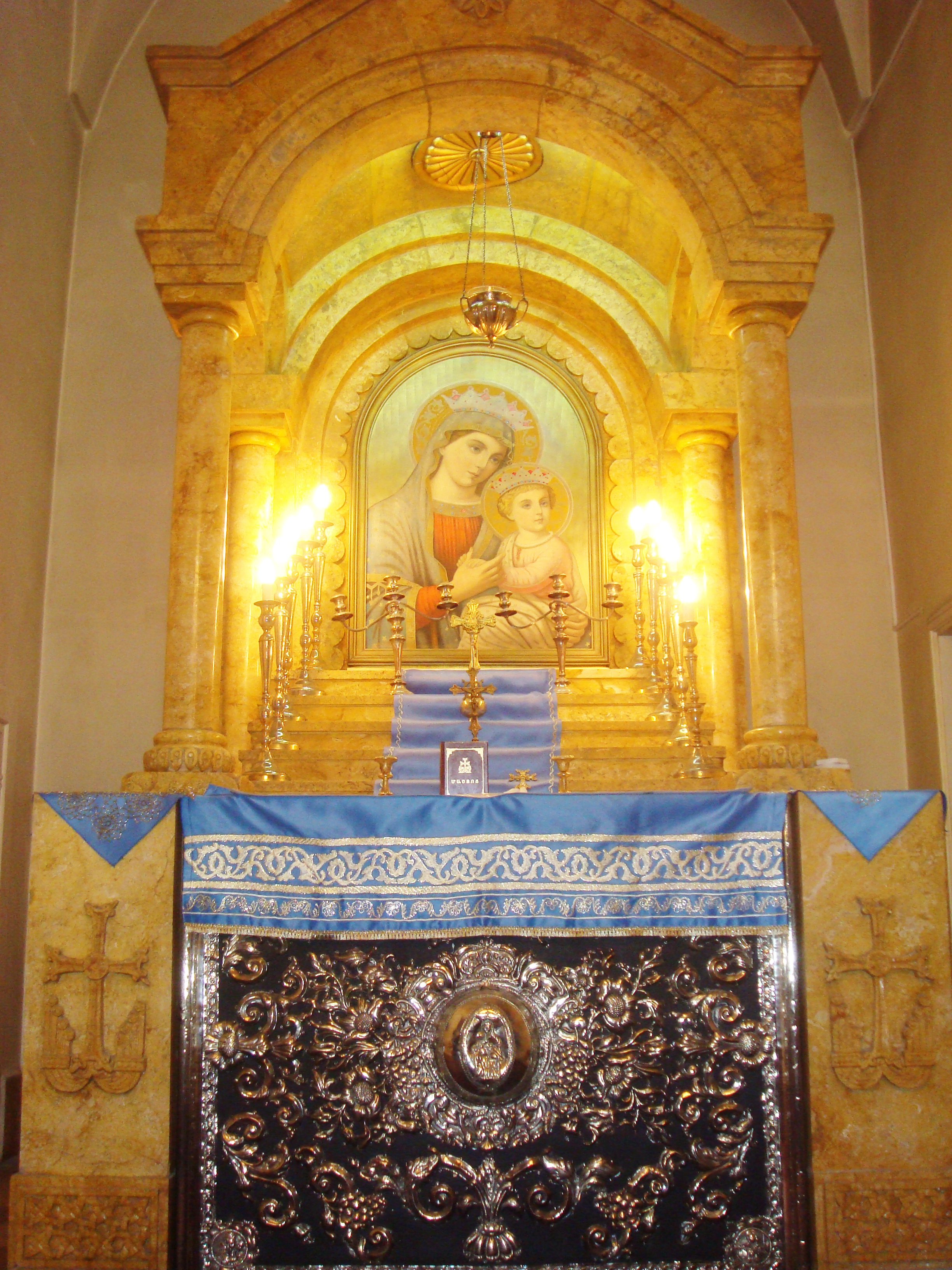
أيقونة الدينونة الأخيرة من أعمال نعمت الله بن الخوري يوسف، كاتدرائية الأربعين شهيد

اسمه يوسف بن أنطونيوس بن سويدان، يُعرف بالمصور أو الحلبي، وجاء في المصادر التاريخية أن أسرة بيت «سويدان» دمشقية الأصل، ولاتزال اسرة سويدان حتى الآن وهي من كرام العائلات الدمشقية، استوطنت عائلة سويدان الدمشقية مدينة حلب منذ أوائل القرن السابع عشر، وقد ولد لها الأب يوسف فيها في بداية القرن السادس عشر، وتتلمذ فيها على يد مطرانها «ملاتيوس كرمة» -البطريرك افتيموس كرمة- عام 1635، وكان الخوري يوسف ضمن مجموعة من الشباب المثقفين الذين تجمعوا حول ملاتيوس مطران الأبرشية المحب للعلم وعملوا في مجالات التأليف والفنون والتعريب وتصوير الأيقونات، كان متزوجاً قبل رسامته شماساً وكاهناً وله ولدان: الأول هو «نعمة الله» الذي خلف والده في فن كتابة وتصوير الأيقونات، والثاني هو «زخريا». أما عن تاريخ وفاة الخوري يوسف المصور فلا يُعرف ذلك على وجه الدقة ولكن يمكننا أن نحصر تاريخ وفاته بين سنتي 1660-1665م والبعض يوصل سنة وفاته عام 1667م.
إن أول  مصور أيقونات «كاتب أيقونات» في التاريخ الحديث للتصوير الكنسي في سورية هو الأب يوسف المصور الحلبي في حلب، الذي برع في فن الأيقونة الأرثوذكسية، أو الأيقونة الملكية، أوالأيقونة الانطاكية، أو الأيقونة السورية، وكل هذه الأسماء لها، فصَّورَ أيقوناتَ على الخشب، وكان يتقن العربية واليونانية، فعرب كتباً ليتورجية رومية بيزنطية وخطَّها بخطه البديع، وزينها بزخارف ورسوم وكان سباقاً في فن الزخارف على المخطوطات. وتابع ابنه القس -الخوري- نعمة الله أعمال والده الأب المصور يوسف في تصوير الأيقونات والمخطوطات الملكية الأرثوذكسية في الحقبة ما بين أواخر القرن السابع عشر الميلادي وأوائل القرن الثامن عشر الميلادي وقد عمل مع القس  نعمة الله ابنه الشماس حنانيا ثم جاء بعده حفيده الشماس جرجس بن حنانيا وذلك حتى أواخر القرن الثامن عشر الميلادي.

## إنتاج الأب يوسف المصور
لم يكن إنتاجه مقتصراً على كتابة الأيقونات، بل عمل خلال حياته في مجالات الترجمة عن اليونانية للكتب الطقسية والليتورجية الأرثوذكسية إلى العربية لفائدة مطرانية حلب وكنائسها، وعمل في التأليف والخط وكان خطه متميزا يعرف من بين عشرات خطوط الخطاطين المعاصرين بجماله وأناقته وكذلك برع كمصور أيقونات، ومن نتاجاته الأدبية كتاب «زبور داوود النبي»، وقد قام بنقله بخطه الجميل وأتمه في سنة 1641م، إضافة إلى كتاب «الدر المنظوم في أخبار ملوك الروم»، وله فيه رسوم رائعة، وقد نقله من اللغة اليونانية إلى العربية في العام 1648م، وكتاب «خلاص الخطأة» وقد نقله  أيضاً من اليونانية إلى العربية، كما ان له منمنمة في مخطوطة محفوظة في المتحف الآسيوي مؤرخة من العام 1660م.

### أبرز أعماله
له عدة ايقونات من أهمها: رسم لوحةً للدينونة الأخيرة التي تعود إلى العام 1694م وهي موجودة في دير سيدة البلمند البطريركي، وهي تعبر عن إبداع رسام متمرّس ذي خبرة ورسمت على قماش من الخام بأبعاد /3,80 م×2,45 /م وهي من أقدم أعماله المعروفة، ورغم أنه قضى معظم حياته في مدينة حلب إلا أنّ أيقوناته منتشرة في  كل سورية من أقدمها في العام 1686م وحتى آخر عمل له عام 1722م، وقد عمل كثيراً في كنيسة الأربعين شهيداً للأرمن الأرثوذكس في حلب  بأيقونة القيامة ومعه ابنه نعمة الله وحفيده حنانيا، وكان أول من وضع حواش زخرفية جميلة في الأيقونة وعرف كذلك برسم الصور الصغيرة -أي المنمنمات- ، وأيقونتان محفوظتان في بيروت في مجموعة هنري فرعون، ويعد أسلوبه في تصوير الايقونات وسيطاً بين التقليد اليوناني والأسلوب المحلي، هذا الأسلوب الذي ظهر بوضوح في أسلوب ابنه نعمة الله المصور.